# Mark Ryan

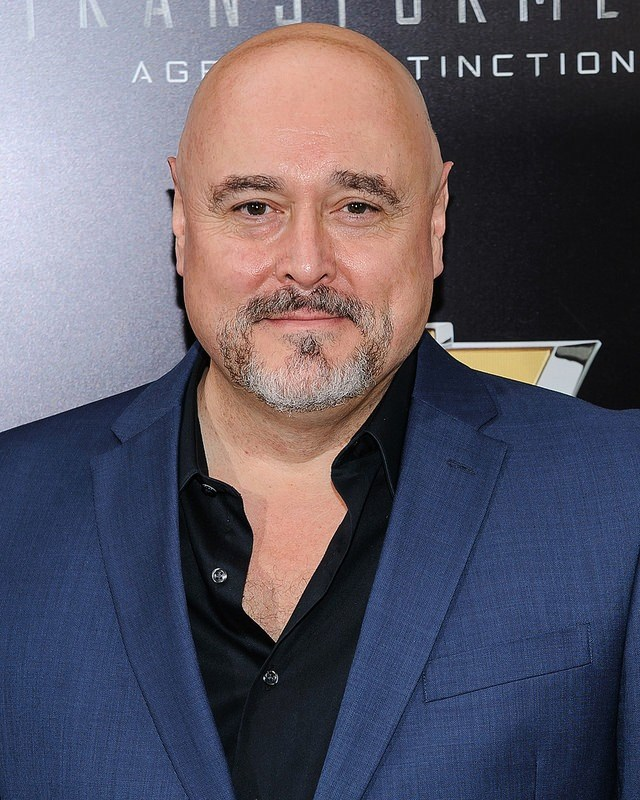
Mark Ryan bei der Premiere von Transformers: Ära des Untergangs in New York

Mark Ryan (* 7. Juni 1956 in Doncaster, Yorkshire, England) ist ein britischer Schauspieler.

## Leben
Ryan spielte ab 1978 im Musical Evita im Londoner West End zunächst die Rolle des Magaldi, ab 1980 Che Guevara. Bekanntheit im deutschsprachigen Raum erlangte er als Nasir in der britischen Fernsehserie Robin of Sherwood. Gastrollen hatte er unter anderem in JAG – Im Auftrag der Ehre und Alias – Die Agentin.
Neben seiner Schauspielerkarriere verfasste er Comics und kreierte das „Greenwood Tarot“ für HarperCollins. In den Filmen King Arthur und Der 1. Ritter war er als Schwertmeister und Koordinator für Kampfszenen zuständig und trainierte die Darsteller Keira Knightley, Stellan Skarsgård und Clive Owen im Schwertkampf.

## Filmografie (Auswahl)
- 1982: Das Kommando (Who Dares Wins)
- 1984–1986: Robin of Sherwood (Fernsehserie)
- 1989: Phantom der Oper (The Phantom of the Opera)
- 1995: Der 1. Ritter (First Knight)
- 1996: Evita
- 2004: Return to Sender
- 2007: Transformers (Stimme)
- 2009: Transformers – Die Rache (Stimme)
- 2014: Black Sails (Fernsehserie)

## Theater
- 1978: Dean in Londons West End
- 1978–1982: Evita in Londons West End (1978–1980 als Magaldi, 1980–1982 als Che Guevara)
- 1986: Elmer Cantry im Gate Theatre, Notting Hill (als Elmer Cantry)
- 1987: The Mystery of Edwin Drood (als Neville Landless)
- 1987: Guys and Dolls, UK Tour (als Sky Masterson)
- 1993: The Marriage of Figaro, UK/Europa-Tour (als Figaro)
- 1993: Don Giovanni, UK/Europa-Tour (als Leporello)
- 2000: Eric Idle exploids Monty Python in der Carnegie Hall
- 2000: Nevilles Island in The Globe, San Diego (als Gordon)
- 2001: 1776 im Reprise, L.A. (als John Dickinson)